# 鎌倉矩子
鎌倉 矩子（かまくら のりこ、1939年9月29日 - 2023年6月16日）は、日本の医学者。学位は、医学博士。広島大学名誉教授。長野県諏訪郡原村出身。
1958年長野県諏訪二葉高等学校卒業。1962年東京大学医学部衛生看護学科卒業。教授の「日本には今後リハビリテーション医療が必要になる」との言葉で進路を決め、日本肢体不自由児協会整肢療育園に就職。東京大学医学部附属病院技官、東京都老人総合研究所主任研究員、東京都立医療技術短期大学教授、広島大学医学部保健学科教授、国際医療福祉大学大学院教授などを歴任。その業績は、発達障害、高次脳機能障害、上肢機能など多岐に渡る。
1976年、東京大学から医学博士の学位を取得。博士論文は「手指使用時における手関節屈伸の肢位とその変化：機能訓練および機能的副子における手関節の役割認識と重要性」。
2022年、瑞宝小綬章受章。
2023年6月16日午前8時53分、死去。

## 著書
- 『手のかたち手のうごき』医歯薬出版, 1989.5
- 『作業療法の世界 作業療法を知りたい・考えたい人のために』山根寛,二木淑子共編, 鎌倉矩子 著. 三輪書店, 2001.6
- 『Postures and Movement Patterns of the Human Hand: A Framework for Understanding Hand Activity for Clinicians and Engineers』BrownWalker Press, 2022.7

### 共編著
- 『ADLとその周辺 評価・指導・介護の実際』伊藤利之共編. 医学書院, 1994.4
- 『PT・OT学生のための運動学実習 生体力学から動作学まで』田中繁共編. 三輪書店, 1994.12
- 『作業療法士のための研究法入門』宮前珠子,清水一共著. 三輪書店, 1997.6
- 『手を診る力をきたえる』中田眞由美共編著. 三輪書店, 2013.6
- 『作業療法を創る この50年のナデシコ・サムライたちの挑戦』岩﨑清隆共著 インタビュー・編集. 青海社, 2015.6

### 翻訳
- A. Jean Ayres『感覚統合と学習障害』宮前珠子共訳. 協同医書出版社, 1978.7
- Helen L. Hopkins, Helen D. Smith 編著『作業療法 改訂第6版』鎌倉矩子 他訳. 協同医書出版社, 1989.8
- バーバラ・ウィルソン『事例でみる神経心理学的リハビリテーション』山崎せつ子共訳. 三輪書店, 2003.6

### 監修
- 『標準理学療法学・作業療法学 専門基礎分野 : PT OT』奈良勲, 鎌倉矩子 シリーズ監修,. 医学書院, 2012-2019